# Pipistrel
Pipistrel je slovenski proizvođač mikrolakih zrakoplova sa sjedištem u Ajdovščini. Ime Pipistrel potječe od Pipistrellus, znanstvenog imena roda Pipistrelle.

## Povijest
Vlasnik i direktor je Ivo Boscarol, koji je preminuo 10. studenog 1987. kao prvi Jugoslaven koji je dobio privatnu licencu za proizvodnju zrakoplova. Pipistrel je odabran kao naziv tvrtke koja proizvodi ultralake zrakoplove. 1989. poletjela je prva ultralaka letjelica s kontrolom težine "Ajdovščina" koju su dizajnirali Ivo Boscarol i Bojan Sajovic. Ukupno 32 ovog modela su napravljena do 1992. Nakon još nekoliko letjelica, 1994. započeo je razvoj prvog aerodinamički kontroliranog mikrolakog Pipistrel Sinusa, koji je prvi put predstavljen 1995., a na prvi let poletio 1996. 2003. godine dovršeno je novo postrojenje na uzletištu Ajdovščina. Danas se tamo masovno proizvode modeli poput Pipistrel Virus.
Tvrtka je otvorila novi put s Pipistrel Taurus Electro, samolansirajućom, dvosjednom jedrilicom s motorom na uvlačenje, čija je trenutna verzija G2 opremljena električnim pogonom od 40 kW. Kapacitet ugrađene baterije omogućuje uspone do 2000 metara. U Njemačkoj, Taurus Electro G2 ima privremeno odobrenje kao ultralaki zrakoplov.
Tvrtka je također partner za suradnju na vodikovom zrakoplovu HY4.
S "Velis Electro", Pipistrel ima prvu električnu letjelicu u svijetu koju je odobrila EASA.
U ožujku 2022. objavljeno je da Textron namjerava kupiti tvrtku.

### Budući projekti
U rujnu 2020. tvrtka je predstavila virtualni koncept bespilotnog teretnog zrakoplova s hibridnim pogonom. Dok se normalne letne operacije izvode pomoću motora s unutarnjim izgaranjem, okomito uzlijetanje i slijetanje izvodi se električno. Koristit će se osam vlastitih E-811 motora koji omogućuju uspon do 2440 m. Ovo su prvi potpuno električni zrakoplovni motori s općim odobrenjem za komercijalne letove u EU, koje je izdala EASA.  Najveći model, Nuuva V300, trebao bi moći primiti tri euro palete ukupne težine do 450 kg, koje se mogu utovariti viličarom nakon što se prednji nos preklopi. S teretom od 50 kg trebao bi biti moguć doseg do 2500 km. Drugi model pod nazivom V20 namijenjen je prijevozu manjih količina ispod 20 kg.
Zrakoplov će se kretati autonomno unaprijed određenim rutama koje se mogu ručno mijenjati sa zemlje u stvarnom vremenu. U usporedbi s prijevozom tereta helikopterom, proizvođač obećava uštedu energije do 90 %.
Isporuke V300 trebale bi početi u drugoj polovici 2023.  

### Počasti i nagrade
Godine 2011. Pipistrel USA pobijedio je na “NASA CAFE Green Flight Challenge” s dvotrupnim Taurs G4, kojim NASA potiče razvoj letjelica s učinkovitom potrošnjom goriva i želi promovirati zrakoplove s alternativnim motorima. Pobjednički zrakoplov morao je preletjeti 200 milja za manje od 2 sata uz potrošnju manje od jednog galona goriva po putniku ili ekvivalent električne energije.

## Vanjske poveznice
- Web stranica proizvođača (engleski)
- Pipistrel u Flight Teamu  Arhivirana inačica izvorne stranice od 24. veljače 2013. (Wayback Machine) (njemačka distribucija)
- Predstavljamo Nuuva 3000 (AVweb.com, engleski)
- faz.net: Velis elektro